# Moncef Zerka
Moncef Zerka, seltener auch Monsef Zerka, (arabisch منصف زرقا, DMG Munṣif Zarqā; * 30. August 1981 in Orléans) ist ein ehemaliger französisch-marokkanischer Fußballspieler, der auch für die marokkanische Nationalmannschaft aktiv war. Er bestritt insgesamt 164 Spiele in der französischen Ligue 1, der griechischen Super League, der nordamerikanischen Major League Soccer, der rumänischen Liga 1 und der singapurischen S. League.

## Karriere

### Verein
Zerka spielte in der Jugend von US Orléans und wurde von seinem Trainer Jacques Le Quéré bei Nancy empfohlen. Er absolvierte im Alter von 15 Jahren ein Probetraining und wurde mit 17 endgültig in den Verein aufgenommen. Er debütierte 2001 in der Ligue 2 und wurde in der Folgezeit ein variabel einsetzbarer Spieler. Neben Aufgaben im defensiven und zentralen Mittelfeld, kann er auch in offensiveren Positionen eingesetzt werden. 2005 stieg er mit dem Klub in die Ligue 1 auf.
2006 erzielte er im Finale des Ligapokals den 1:0-Führungstreffer gegen OGC Nizza (Endstand 2:1). Am 6. Januar 2007 brach er sich in einem Zweikampf mit Seydou Keita das Schien- und Wadenbein und fiel für die Rückrunde der Saison 2006/07 aus. Erst im Dezember 2007 feierte er sein Ligacomeback. Zur Saison 2009/10 wechselte er in die Ligue 2 zum FC Nantes.
Im Januar 2011 wechselte er nach Griechenland zu Iraklis Thessaloniki. Mitte 2011 schloss er sich New England Revolution in der Major League Soccer an. Dort beendete er die Saison 2011 mit seinem Team auf dem letzten Platz der Eastern Conference. Anfang 2012 holte ihn Petrolul Ploiești in die rumänischen Liga 1. Im Sommer 2012 wurde sein Vertrag nicht verlängert und Zerka war ein halbes Jahr ohne Engagement, ehe ihn Anfang 2013 Tanjong Pagar United nach Singapur holte. Ende 2014 beendete er dort seine Laufbahn.

### Nationalmannschaft
Zerka stand 2004 im Olympiateam Marokkos für das olympische Fußballturnier in Griechenland. Er kam beim Vorrundenaus zu zwei Einsätzen. Ende 2007 wurde er in den Kader Marokkos für die Afrikameisterschaft 2008 berufen. Im ersten Gruppenspiel erzielte er als Einwechselspieler gegen Namibia den Treffer zum 5:1-Endstand.

## Trivia
In Anlehnung an die Romanfigur Zorro zeichnet er als Torjubel ein „Z“ in die Luft.